# Група 5 на периодичната система
Група 5 на периодичната система, известна още като „ванадиева група“, е група на периодичната система, съставена от преходните метали:
- ванадий
- ниобий
- тантал
- дубний

## Свойства
Свойствата, които се разглеждат се отнасят за първите три представители на групата. Свойствата на дубния не са много добре проучени. Елементите в тази група са реактивни метали с високи точки на топене (V – 1910 °C, Nb – 2477 °C, Ta – 3017 °C). Реактивността на групата не се забеляза на пръв поглед, поради формирането на оксидни слоеве, подобно на групи 3 и 4 на периодичната система. Формират се следните оксиди:
- за ванадия – VO, V2O3, VO2 и V2O5
- за ниобия – NbO, NbO2 и Nb2O5
- за тантала – TaO2

Металните(V) оксиди (Ме2О5) са слабо реагиращи и проявяват предимно киселинни свойства, а не основни. В по-ниските степени на окисление, оксидите на тази група стават нестабилни. Притежават някои необикновени свойства за оксиди – висока електропроводимост.
И трите представителя на групата, формират различни неорганични вещества със степен на окисление – +5. Познати са и по-ниски степени на окисление на тези вещества, но с увеличаване на атомния номер на елементите в групата, стабилността на съединенията им намалява.